# Distrito de Yautepec
El distrito de Yautepec es uno de los 30 distritos que conforman al estado mexicano de Oaxaca y uno de los cuatro en que se divide la región sierra sur. Se conforma de 110 localidades repartidas entre 12 municipios.

## Municipios
| Código INEGI | Municipio                  | Cabecera                   |
| ------------ | -------------------------- | -------------------------- |
| 008          | Asunción Tlacolulita       | Asunción Tlacolulita       |
| 064          | Nejapa de Madero           | Nejapa de Madero           |
| 074          | Santa Catarina Quioquitani | Santa Catarina Quioquitani |
| 122          | San Bartolo Yautepec       | San Bartolo Yautepec       |
| 125          | San Carlos Yautepec        | San Carlos Yautepec        |
| 200          | San Juan Juquila Mixes     | San Juan Juquila Mixes     |
| 204          | San Juan Lajarcia          | San Juan Lajarcia          |
| 316          | San Pedro Mártir Quiechapa | San Pedro Mártir Quiechapa |
| 357          | Santa Ana Tavela           | Santa Ana Tavela           |
| 361          | Santa Catalina Quierí      | Santa Catalina Quierí      |
| 410          | Santa María Ecatepec       | Santa María Ecatepec       |
| 428          | Santa María Quiegolani     | Santa María Quiegolani     |

## Demografía
En el distrito habitan 33 680 personas, que representan el 0.89% de la población del estado. De ellas 14 236 dominan alguna lengua indígena.